# Lungön

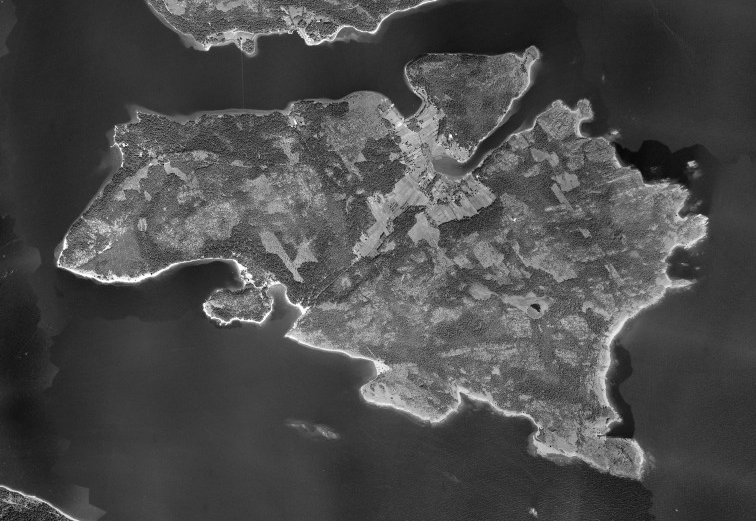
Lungön i Härnösands kommun

Lungön är en ö i Säbrå socken som ligger strax norr om Härnösand. I fiskeläget Sundhamn finns ett kapell. På ön finns idag 6 bofasta.
Sjövärnskåren har en kursgård på ön där man om somrarna bedriver sommarskola. 
På Lungön finns även en känd fyrplats som förekommer i SMHI:s väderobservationer. Det första fyrtornet på Lungö stod färdigt 1861. Fyren var byggd i tegel och användes fram till 1927. Samma år revs den och ersattes av ett modernare torn byggt i betong som nu har svartvit dagmarkering. Fyrplatsen var bemannad fram till 1964 då fyren blev automatiserad. 1988 släckte Sjöfartsverket fyren som inte ansågs viktig för kommersiell sjöfart längre och fyrplatsen fick privata ägare. Fyren blev tänd igen i privat regi som "occas-fyr", det vill säga att fyren inte måste lysa hela tiden, i augusti 2001 och har lyst med 20-wattlampa sedan dess.